# Ōmi-jima
Ōmi-jima (青海島) est une île de mer du Japon située au nord de la ville de Nagato, dans la préfecture de Yamaguchi au Japon. Elle fait partie du parc quasi national de Kita-Nagato Kaigan.

## Géographie

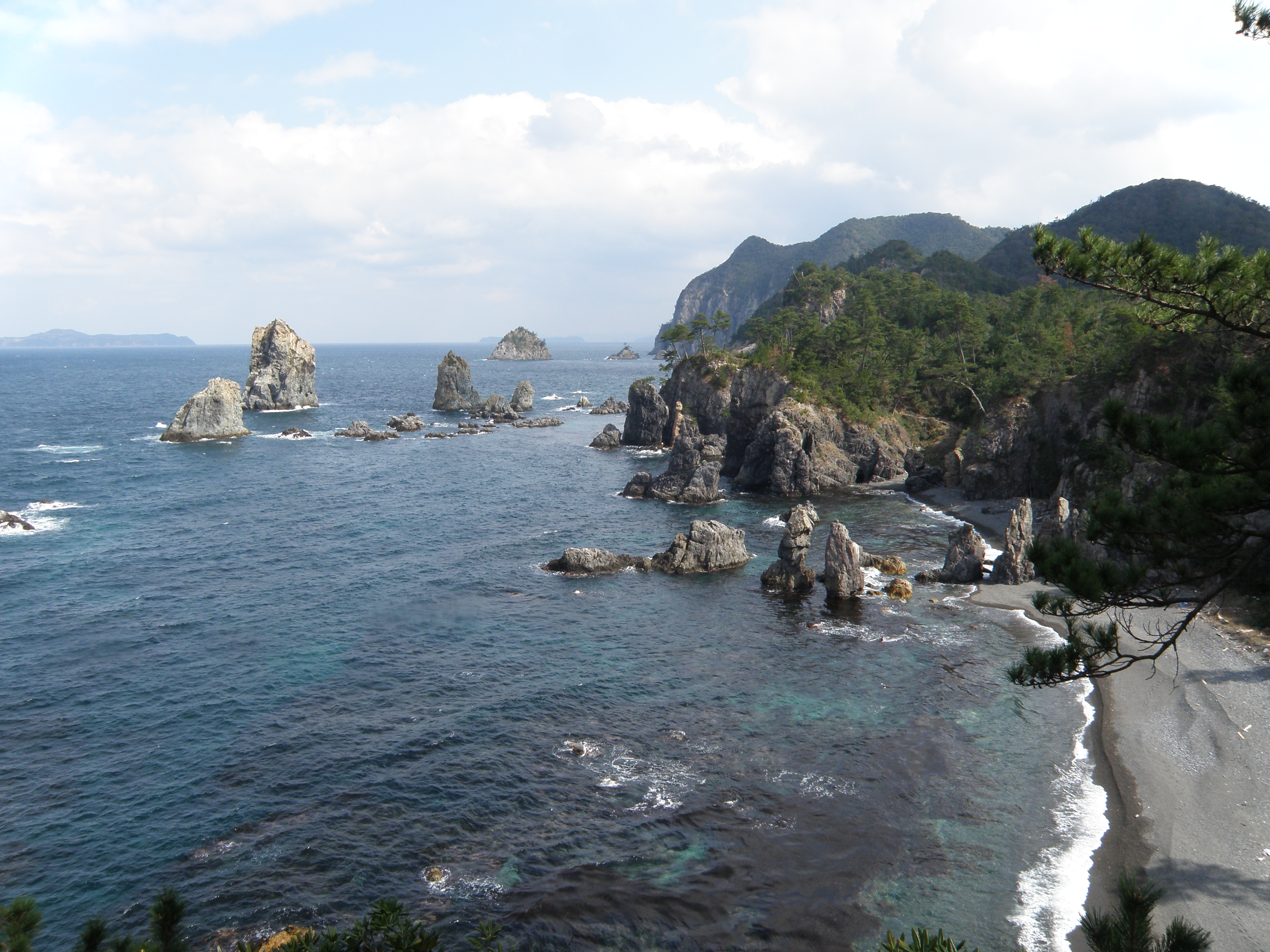
La côte nord de l'île.

L'île a une superficie de 14 km2 et une circonférence d'environ 40 kilomètres. Le point culminant de l'île est situé au nord-est, à une altitude de 319,9 mètres. La côte nord de l'île est érodée par les vagues de la mer du Japon, ce qui donne lieu à des formations rocheuses uniques, classées parmi les 100 paysages du Japon de l'ère Shōwa. L'île est également désignée comme lieu spécial de beauté pittoresque et monument naturel.

## Culture locale et patrimoine
L'ancien village de Tori, situé dans l'est de l'île, a prospéré grâce à la chasse à la baleine pendant l'époque d'Edo et l'ère Meiji. Le temple bouddhiste du village, le Kogan-ji, abrite la tombe des baleines d'Ōmi-jima qui est dédiée spécialement aux fœtus de baleines à naître dont les mères avaient été abattues. Le Kujira Museum (musée des baleines) retrace l'histoire de la chasse à la baleine à Ōmi-jima. 

## Transports
L'île est reliée à Honshū par un pont.